# The Ketchup Song
The Ketchup Song är den engelska titeln på Aserejé, den världshit som gruppen Las Ketchup slog igenom med 2002. I Sverige kallas den ibland kort och gott Ketchupsången, och på Spanska för "Hijas Del Tomate" Aserejé.
Sången spelades in i två versioner; en med spansk text och en som sjungs på en blandning av engelska och spanska (spanglish)
Den blev en enorm hit i många länder. I Sverige låg den på första plats på hitlistan i 17 veckor.

## Sångtexten
Texten består till största delen av nonsensord, där engelska ord fått en spanskliknande karaktär. Den handlar om en spanjor med namnet Diego som vid midnatt kommer till en fullpackad nattklubb varvid diskjockeyn sätter igång att spela den sång han gillar mest. Låten är Rapper's Delight, som 1979 var en stor hit med Sugarhill Gang. Refrängen är en imitation över hur texten till den låten skulle kunna låta för en spanjor som inte kan engelska
| The Ketchup Song                                                                    | Rapper's Delight |
| ----------------------------------------------------------------------------------- | --- |
| Aserejé ja de jé de jebe tu de jebere sebiunouva majabi an de bugui an de buididipí | I said a hip hop the hippie the hippie to the hip hip hop, a you don't stop the rock it to the bang bang boogie say up jumped the boogie to the rhythm of the boogie, the beat |

## Kuriosa
Låten framfördes av en spansk grupp bestående av 3 systrar som kallade sig Las Ketchup, de hade en tillhörande dans, mest känd som "Ketchupdansen". Denna dans framförs fortfarande av några internationella folkdansgrupper, trots att det inte är en äkta folkdans.
Sången gjordes också om i "Alla älskar Musse 2" av Walt Disney Records. 2004, blev denna version inkluderat på den populära barnsamlingen, Kidz Bop 4.
Det populära tyska politiska komediprogrammet "Die Gerd-Show" tog musiken och gjorde en parodi på texten, kallad "Der Steuersong" (Skattesången) för skattepolitiken som den förre förbundskanslern Gerhard Schröder förde.
På Filippinerna har den kristna sekten Iglesia ni Cristo förbjudit sina anhängare att lyssna på sången, då kyrkan anser att låten är en sorts bön till djävulen.